# Papstwahl 1280–1281
Bei der Papstwahl von 1280–81 (22. September – 22. Februar) wurde Simon de Brion als Nachfolger von Nikolaus III. gewählt; er nahm den Namen Martin IV. an
Die langwierige Wahl ist einzigartig wegen der Verhaftung und Einkerkerung von zwei Kardinälen – Matteo Rubeo Orsini und Giordano Orsini – durch den Magistrat von Viterbo aufgrund von Klagen, dass sie die Wahl „behinderten“. Nur ein Jahrzehnt zuvor hatte der Magistrat von Viterbo in die Papstwahl 1268–1271 eingegriffen, indem sie die Dachziegel des Palazzo dei Papi di Viterbo entfernten, um den festgefahrenen Wettbewerb zu beschleunigen. Die Entfernung der Orsini geschah genauso wie die folgende Wahl von Simon de Brion aufgrund der Einflussnahme von Karl von Anjou.

## Kontext
Das vorherige Treffen der Kardinäle, die Papstwahl 1277 hatte sich sechs Monate hingezogen, da die sechs anwesenden Kardinäle (die geringste Anzahl in der Geschichte der Römisch-Katholischen Kirche) sich gleichmäßig auf die beiden Fraktionen verteilten, der römischen und der angevinischen. Der alte Giovanni Gaetano Orsini war schließlich zum Papst (Nikolaus III.) gewählt worden – zum Unmut von Karl I. von Neapel, den die drei französischen Kardinäle unterstützt hatten.
Zuvor hatte Papst Clemens IV. Karl zum König von Sizilien gekrönt (formal ein päpstliches Lehen), es aber nicht geschafft, das Kardinalskollegium mit ihm gleichgesinnten Personen zu füllen. Die Papstwahl nach Clemens’ Tod war dann die längste in der Kirchengeschichte, bei der schließlich mit Teobaldo Visconti als Gregor X. ein Außenseiter gewählt wurde, der sich in seinem Pontifikat fast nur mit der Befürwortung eines neuen Kreuzzugs befasste. Obwohl Gregor X. 1274 die Päpstliche Bulle Ubi periculum verfasst hatte, um umkämpfte Papstwahlen zu beschleunigen, war sie 1280 nicht in Kraft, da Papst Hadrian V. sie ausgesetzt und Papst Johannes XXI. sie widerrufen hatte.

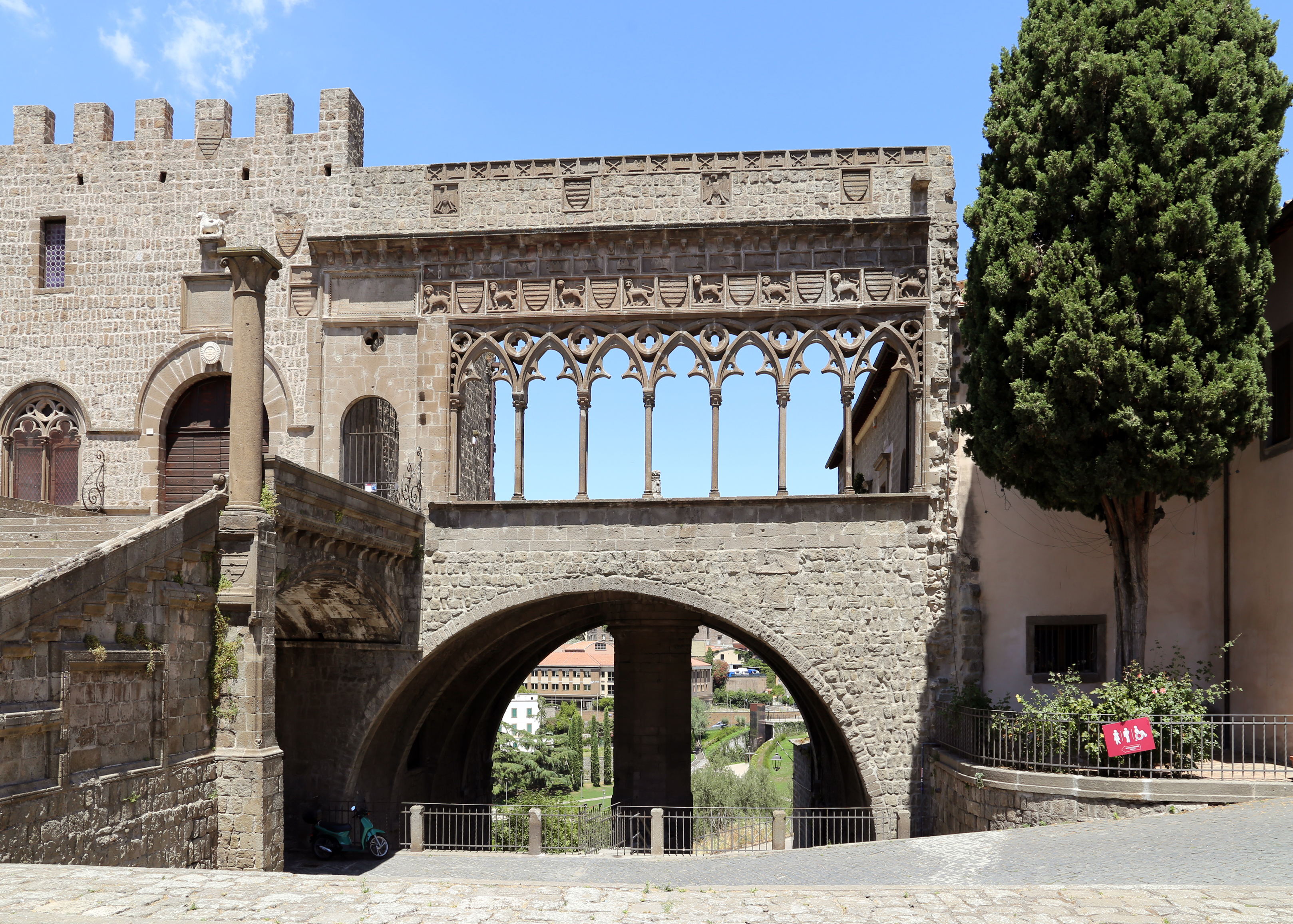
Der Palazzo dei Papi in Viterbo

## Verfahren
Seit Beginn des Konklaves hatte sich die anti-angevinische Fraktion, die hauptsächlich aus Kardinälen bestand, die Nikolaus III. ernannt hatte, die viele Schlüsselpositionen im Kollegium kontrollierte und drei Orsini-Kardinäle umfasste, als fast unzerbrechlicher Wahlblock konsolidiert. Der Durchbruch kam erst, nachdem Karl I. Orso Orsini, den Podestà von Viterbo, durch Riccardello Annibaldi ersetzt hatte, der dann in die Wahl eingriff, indem er die zwei Orsini-Kardinäle verhaftete und aus dem Konklave entfernte und damit der pro-angevinischen Fraktion und den Unterstützern Aldobrandino Aldobrandeschis die Wahl von Simon de Brion ermöglichte, den von Karl I. favorisierten Kandidaten.

## Nachwirkungen
Die Gefangennahme der beiden Kardinäle führte aber auch zu einem Interdikt in der Stadt Viterbo. Aufgrund des Interdikts und der Feindseligkeit der Stadt Rom gegenüber einem Pontifex, der die Anjous unterstützte, war Martin IV. gezwungen, die römische Kurie nach Orvieto zu verlegen, wo er am 23. März 1281 gekrönt wurde.
Martin IV. blieb während seines gesamten Pontifikats von Karl abhängig; kurz nach seiner Krönung, am 29. April, ernannte er Karl zum römischen Senator und half bei dessen Versuchen, das Lateinische Kaiserreich wiederherzustellen, auch durch die Exkommunikation des byzantinischen Kaisers Michael VIII. Palaiologos Martin IV. unterstützte Karl auch nach der Sizilianischen Vesper, als er Peter III. von Aragón exkommunizierte, der kurz zuvor zum König von Sizilien gewählt worden war, darüber hinaus sein Königtum in Aragón für nichtig erklärte und einen Kreuzzug gegen ihn befahl, der zu einem 20-jährigen Krieg führte.
Die ersten sieben von Martin IV. ernannten Kardinäle waren Franzosen, aber der Zufall, dass Martin und Karl im gleichen Jahr starben (1285), führte dazu, dass der französische Einfluss auf die Kurie danach aufzuweichen begann.

## Wahlberechtigte
An der Papstwahl nahmen teil:
| Kardinal                         | Herkunft    | Kardinalstitel                                   | Ernannt am        | durch         | Andere kirchliche Titel | Anmerkungen                                        |
| -------------------------------- | ----------- | ------------------------------------------------ | ----------------- | ------------- | ----------------------- | -------------------------------------------------- |
| Ordoño Álvarez                   | Portugal    | Kardinalbischof von Frascati                     | 12. März 1278     | Nikolaus III. | Kardinaldekan           |                                                    |
| Latino Malabranca Orsini, O.P.   | Rom         | Kardinalbischof von Ostia und Velletri           | 12. März 1278     | Nikolaus III. | Generalinquisitor       | Kardinalnepot                                      |
| Bentivenga da Bentivengi, O.F.M. | Acquasparta | Kardinalbischof von Albano                       | 12. März 1278     | Nikolaus III. | Großpönitentiar         |                                                    |
| Anchero Pantaléon                | Frankreich  | Kardinalpriester von Santa Prassede              | 22. Mai 1262      | Urban IV.     | Kardinalprotopriester   | Kardinalnepot                                      |
| Simon de Brion                   | Frankreich  | Kardinalpriester von Santa Cecilia in Trastevere | 17. Dezember 1261 | Urban IV.     |                         | Papst Martin IV.                                   |
| Guillaume de Bray                | Frankreich  | Kardinalpriester von San Marco                   | 22. Mai 1262      | Urban IV.     |                         |                                                    |
| Gerardo Bianchi                  | Parma       | Kardinalpriester von Santi XII Apostoli          | 12. März 1278     | Nikolaus III. |                         |                                                    |
| Girolamo Masci, O.F.M.           | Lisciano    | Kardinalpriester von Santa Pudenziana            | 12. März 1278     | Nikolaus III. |                         | später Papst Nikolaus IV.                          |
| Giacomo Savelli                  | Rom         | Kardinaldiakon von Santa Maria in Cosmedin       | 17. Dezember 1261 | Urban IV.     | Kardinalprotodiakon     | später Papst Honorius IV.                          |
| Goffredo da Alatri               | Alatri      | Kardinaldiakon von San Giorgio in Velabro        | 17. Dezember 1261 | Urban IV.     |                         |                                                    |
| Matteo Rubeo Orsini              | Rom         | Kardinaldiakon von Santa Maria in Portico        | 22. Mai 1262      | Urban IV.     |                         | Vom Magistrat von Viterbo verhaftet                |
| Giordano Orsini                  | Rom         | Kardinaldiakon von Sant’Eustachio                | 12. März 1278     | Nikolaus III. |                         | Vom Magistrat von Viterbo verhaftet, Kardinalnepot |
| Giacomo Colonna                  | Rom         | Kardinaldiakon von Santa Maria in Via Lata       | 12. März 1278     | Nikolaus III. |                         |                                                    |

Nicht an der Papstwahl nahm teil:
| Kardinal                   | Herkunft   | Kardinalstitel | Ernannt am     | durch       | Andere kirchliche Titel | Anmerkungen |
| -------------------------- | ---------- | -------------- | -------------- | ----------- | ----------------------- | --- |
| Bernhard Ayglerius, O.S.B. | Frankreich | unbekannt      | 1265 oder 1268 | Clemens IV. | Abt von Montecassino    | „pensioniert“ (ebenso beim Konklave von 1268–1271, den drei Konklaves von 1276 und dem Konklave von 1277); es wird bezweifelt, dass er jemals zum Kardinal ernannt wurde |